# Capitainerie de São Tomé
La capitainerie de São Tomé (aussi connue sous le nom de capitainerie de Paraíba do Sul) était l'une des quinze capitaineries héréditaires en lesquelles fut initialement divisé le Brésil à l'époque coloniale. Elle fut créée en 1536 et fut donnée à Pero de Góis. 
Elle avait pour limite les municipalités actuelles de Cachoeiro de Itapemirim (dans l'État actuel d'Espírito Santo) et Macaé (dans l'État de Rio de Janeiro).
Son propriétaire fonda une colonie et se lança dans la culture de la canne à sucre, mais son activité fut rapidement menacée par les populations autochtones hostiles. Son territoire resta quasiment à l'abandon jusqu'en 1619, quand la capitainerie fut rendue à la couronne portugaise puis intégrée dans la capitainerie de Rio de Janeiro.